# 映画 妖怪ウォッチ 誕生の秘密だニャン!
- 妖怪ウォッチ > 映画 妖怪ウォッチ 誕生の秘密だニャン!
- 妖怪ウォッチ (アニメ) > 映画 妖怪ウォッチ 誕生の秘密だニャン!

『映画 妖怪ウォッチ 誕生の秘密だニャン!』（えいが ようかいウォッチ たんじょうのひみつだニャン）は、2014年12月20日に公開された日本のアニメ映画。テレビアニメ『妖怪ウォッチ』の劇場版第1作である。テレビ東京開局50周年記念作品。
キャッチコピーは「何があっても、友達は守る!!」。

## 概要
当作品のストーリーは、3DSゲームソフト『妖怪ウォッチ2 元祖/本家/真打』を基にしているが、幹部怪魔といった一部のキャラは登場しない。
2014年10月22日、本映画が小惑星探査機「はやぶさ2」のオフィシャルサポーターに決定した。両者とも、誕生の秘密を解き明かす旅をするという点で共通している。

## ストーリー
妖怪執事ウィスパーから、妖怪を見られる「妖怪ウォッチ」を渡されたケータは、彼の前に現れる妖怪と戦ったり友達になったりしている日々を送っていた。
ある夜、寝ていたケータの腕から妖怪ウォッチが突然光を放ち、消えてしまう。
さくらニュータウンに現れた巨大猫妖怪デカニャンから「このままでは世界はヤツらのものにニャってしまうでふ。オラッチのともだちを助けてくれ…」と頼まれたケータは、手がかりを探しに、おばあちゃんの家があるケマモト村に向かう。
その後、妖怪フユニャンと運命的な出会いを果たしたケータは妖怪ウォッチを取り返すため、ウィスパー、ジバニャンと共に60年前（1954年）の過去の世界にタイムスリップする。
そして、妖怪ウォッチタイプ零式の誕生の秘密がついに明かされる。

## 登場キャラクター

### 主要キャラクター
- 天野景太（ケータ）- 戸松遥
- ウィスパー - 関智一
- ジバニャン - 小桜エツコ

### ゲストキャラクター
- ブチニャン - 小桜エツコ、関智一
- 天野ケイゾウ - 朴璐美
- フユニャン - 梶裕貴
- デカニャン - 梶裕貴
- ダークニャン - 梶裕貴
- マスターニャーダ - 志村けん
- キン - 山崎バニラ
- ギン - かないみか
- ドウ - 矢部雅史
- トキヲ・ウバウネ - 片岡愛之助
- ユキッペ - 島崎遥香（当時AKB48）
- ケータの祖母 - 京田尚子

### その他のキャラクター
- 木霊文花（フミちゃん） - 遠藤綾
- 熊島五郎太（クマ） - 奈良徹
- 今田干治（カンチ） - 佐藤智恵
- ケータの母 - 永田亮子
- ケータの父 - 奈良徹
- くまモン（本作のキャラクター）

#### ケータが召喚した妖怪
- ロボニャン - 坂東尚樹
- ブシニャン - 小桜エツコ
- コマさん - 遠藤綾
- ノガッパ - 矢部雅史
- キュウビ - 永田亮子
- バクロ婆 - 佐藤智恵
- メラメライオン - 笹本優子
- グレるりん - 坂東尚樹
- ムリカベ - 奈良徹
- じんめん犬 - 坂東尚樹
- ホノボーノ - 矢部雅史
- イケメン犬 - 矢部雅史

#### ケイゾウのともだち妖怪
- ゲンマ将軍 - 宮澤正
- らくてん童 - 遠藤綾
- 土蜘蛛 - 浅利遼太
- 大ガマ - 日野未歩
- 泥田坊 - 奈良徹
- やまと - 奈良徹
- 化け草履 - 佐藤智恵
- ぬえ - 佐藤健輔
- トオセンボン - 笹本優子
- キンカク - 宮澤正
- びきゃく - 佐藤健輔
- ヒグラシまる - 奈良徹
- ゆきおんな - 遠藤綾
- キズナメコ - 日野未歩
- ざしきわらし - 安野希世乃
- くだん - 浅利遼太
- カゲロー - 日野未歩
- ヨミテング - 坂東尚樹
- 百々目鬼 - 宮澤正
- けうけげん - 浅利遼太
- 老いらん - 永田亮子
- にんぎょ - 安野希世乃
- ミチクサメ - 奈良徹
- まむし行司 - 宮澤正
- うんがい三面鏡 - 宮澤正

#### その他の登場妖怪
妖怪ガッツK
コマじろう
ひも爺
しゃれこ婦人
ツチノコ(複数)
ムダヅカイ
口だけおんな
一旦ゴメン
フゥミン
ネガティブーン
からくりベンケイ
まぼ老師
認MEN
トホホギス
さとりちゃん
ジミー
U．S．O．
ネタバレリーナ
つまみぐいのすけ
ぶようじん坊
あせっか鬼
ブリー隊長
ばくそく
まてんし
ぜっこう蝶
ネクラマテング
天狗
かりパックン
でんぱく小僧
のぼせトンマン
万尾獅子
ヨコドリ
ドンヨリーヌ
すねスネーク
イガイガグリ
じかじぃさん
セバスチャン
笑ウツボ
ドキ土器
お金ナイダー
バク
うんちく魔
さかさっ傘
アゲアゲハ
魔ガサス
モレゾウ
おならず者

## スタッフ
- クリエイティブプロデューサー・企画・シナリオ原案 - 日野晃博
- 原作 - レベルファイブ
- 脚本 - 加藤陽一
- 掲載 - 月刊コロコロコミック
- 妖怪&キャラクターデザイン原案 - 長野拓造、田中美穂
- プロジェクトサポート - 古市直彦
- アシスタントプロデューサー - 橋本友宏
- プロデューサー - 梶原清文、和田誠、古澤泉
- 製作 - 日野晃博、中村理一郎、都築伸一郎、市川南、奥野敏聡、垰義孝、太田哲夫、大矢明人、堯部雅夫、小関佳孝、飯田伸二、伊藤誠一、三坂泰二、宮内康行、弓矢政法、紀伊高明、竹内成和、水野英明、宮本直人
- 副監督 - 深沢幸司
- キャラクターデザイン - 須田正己、山田俊也
- キャラクターデザイン補佐 - 牧野竜一、寺澤伸介、竹内杏子
- 絵コンテ・演出 - 秋山勝仁、矢野博之、吉田徹、深沢幸司、高橋滋春、須藤典彦、新田典生、山口健太郎、矢野孝典、樋口洋介、光枝愛治、飯島正勝、高橋ナオヒト、高橋滋春
- 総作画監督 - 武内啓、池田裕治、寺澤伸介、竹内杏子、山田俊也
- 作画監督 - 牧野竜一、田島瑞穂、大橋俊明、佐藤和巳、日下部智津子、小栗寛子、郷津春奈、中野悟史、田中紀衣
- 原画 - 毛利和昭、尾鷲英俊、松原徳弘、新岡浩美、入好さとる、沢田正人、高橋信也 他
- 色彩設計 - 角野江美
- 美術監督 - 釘貫彩、小濱俊裕
- 美術設定 - 青木薫
- 特殊効果 - 太田憲之
- 撮影監督 - 柚木脇達己
- 撮影チーフ - 佐藤麻依
- 編集 - 小野寺絵美
- 編集助手 - 鈴木宏
- 音楽 - 西郷憲一郎
- 楽曲プロデューサー - 高木貴司
- 音響監督 - 三間雅文
- 録音 - 山田富二男
- 効果 - 三井友和
- 制作デスク - 北原健太郎
- 演出助手 - 鵜飼ゆうき
- アニメーションプロデューサー - 井上たかし
- 監督 - ウシロシンジ、髙橋滋春
- エンディングアニメーション - サイエンスSARU
- 配給 - 東宝
- アニメーション制作 - OLM TEAM INOUE
- 製作 - 映画『妖怪ウォッチ』プロジェクト2014（レベルファイブ、電通、小学館、オー・エル・エム、バンダイ、東宝、テレビ東京、テレビ大阪、TVQ九州放送、テレビ北海道、テレビせとうち、KADOKAWA、キッズステーション、ジェイアール東日本企画、小学館集英社プロダクション、エイベックス・ピクチャーズ、BIGFACE、GYAO）

## 主題歌
オープニングテーマ「ゲラゲラポーのうた 替え歌」
作詞 - motsu / 作曲・編曲 - 菊谷知樹 / 歌 - キング・クリームソーダ
エンディングテーマ「ゲラゲラポー走曲」
作詞 - motsu & ラッキィ池田 & 高木貴司 / 作曲・編曲 - 菊谷知樹 / 歌 - ようかいキング・ドリームソーダ（ラッキィ池田、キング・クリームソーダ、Dream5）
「クワガタとカブトムシ」（『妖怪ウォッチ2 真打』のエンディングテーマ）
作詞 - motsu / 作曲・編曲 - 菊谷知樹 / 歌 - キング・クリームソーダ

## 前売り券と特典
当作品の劇場前売り券は、販売が開始された2014年7月19日から12月19日までで113万433枚を売り上げ、東宝が配給する映画では史上最高枚数を記録したとメディアでは報じられていたが、最も前売り券が売れた映画は、同じく東宝が配給した劇場版ポケットモンスター ダイヤモンド&パール ギラティナと氷空の花束 シェイミで、238万4198枚である。また、本作品の公開を1か月半後に控えた2014年11月には、早くも2015年冬に第2弾の劇場版公開が決定された。映画が公開される前に「2作目」の公開が決定するのは異例の出来事である。
当初、前売り券の劇場限定前売特典では、先着50万名限定で「フユニャン」メダルとデータカードダス妖怪ウキウキペディア用カード「Sレアジバニャン」がセットで貰えた。これは即完売状態になる一方、ネットオークションにおいて高額での転売が行われることとなり、公式Facebookには批判の声が相次いだ。このため、次作『映画 妖怪ウォッチ エンマ大王と5つの物語だニャン!』の特典付き前売り券の販売時は1人につき3枚までの購入制限が設けられた。
これを受けて、中学生以下の先着500万人の観客を対象に入場者プレゼントとして「ダークニャン」メダルが配布されることになった。また、フユニャン・ダークニャンのメダルは2015年7月8日に発売のDVDおよびBlu-rayに数量限定特典として付属された。

## 興行収入
全国347館、408スクリーンで封切りされた本作品は、上映開始から2日間で148万4916人を動員し、興行収入は16億2889万3000円を記録した。これは東宝映画のオープニング成績では『ハウルの動く城』を上回り、史上最高記録を更新した。
その後も勢いは止まらず、上映開始から15日間で興行収入は50億円を越え、上映開始から16日間の動員は491万3787人、興行収入は54億2423万4000円であった。日本での最終的な動員は700万人、興行収入は78億円であった。

## 受賞
- 第33回ゴールデングロス賞（2015年） - 日本映画部門・最優秀金賞[15]
- 第25回日本映画批評家大賞（2016年） - アニメーション部門・ファミリー作品賞 / 最優秀声優賞（小桜エツコ）

## テレビ放送
後述の『エンマ大王と5つの物語だニャン!』公開を記念する形で、2015年12月18日 18:30 - 20:50にて地上波初放送と本編ノーカット放送（文字多重放送 / データ放送）。テレビ東京系列の他、独立局のびわ湖放送、奈良テレビ、テレビ和歌山でも同時ネットで放送された。
番組では『エンマ大王と5つの物語だニャン!』の情報と武田鉄矢&公開当時流行っていたニャンパチ先生との特別授業「ニャンパチ先生と学ぶ妖怪教育委員会だニャン!」も合わせて放送された。内容としては過去に登場した妖怪の名前当てや、特徴にあわせた妖怪の名前を付けるお題（いわゆる大喜利）が出題された。3年Y組生徒として木下隆行（TKO）、藤本敏史（FUJIWARA）、重本ことり（Dream5）、高野洸（Dream5）が出演し、ニャンパチ先生の副担任のコマさんも最優秀賞者の木下へチョコボーを配るプレゼンターとして登場した。
また、上記のデータ放送は映画が始まる18:58頃にスタートして、映画バージョンとなった。
2016年12月28日には7:30 - 9:25枠で再びTVQ九州放送を除くテレビ東京系列5局で放送された。
また、福島中央テレビでもお正月に「お正月SP」として放送された。